# 537-й пушечный артиллерийский полк
537-й пушечный артиллерийский полк — воинская часть Вооружённых Сил СССР в Великой Отечественной войне.

## История
Выделен из состава 318-го гаубичного полка 25 июня 1941 года в Гомеле. Личный состав набирался из призывников и мобилизованных прифронтовых районов Белорусской ССР.
На вооружении полка состояли 203-мм гаубицы.
В действующей армии во время ВОВ с 5 июля 1941 по 10 августа 1941 и с 17 октября 1941 по 22 апреля 1944 года.
По формировании отправлен в Брянск. На марше, находясь на шоссе Рославль — Брянск принял первый бой. Из Брянска 10 августа 1941 года был отправлен в Гороховецкие лагеря, где был перевооружён пушками 107-мм пушками. В середине октября 1941 года прибыл в район Химок, где был зачислен в состав 5-й армии.
Полк принимал участие в Параде на Красной площади 7 ноября 1941 года .
Принимает участие в Московской оборонительной операции, действует в районе юго-восточнее Истры, так 22 ноября 1941 года поддерживает войска 78-й стрелковой дивизии в районе Трусово.
В ходе Московской наступательной операции в декабре 1941 года принимал участие в освобождении Истры. В начале января 1942 года передан в 20-ю армию, с 10 января 1942 года в составе армейской артиллерийской группы подавляет оборону противника по рубежу реки Ламы и поддерживает наступление войск армии в направлении Шаховской. В ходе дальнейшего наступления поддерживал 352-ю стрелковую дивизию, к 25 января 1942 года вышел на подступы к Погорелому Городищу, южнее села в район деревни Крутицы, где наступление остановилось, несмотря на продолжавшиеся попытки прорвать оборону противника в течение конца зимы — весны 1942 года. Так, 28 января 1942 года ведёт бой за деревню Петушки, поддерживая танки 1-й гвардейской танковой бригады и 145-й танковой бригады. К тому времени в полку оставалось 15 орудий.
Из воспоминаний М. П. Богопольского, командира взвода разведки полка:

«… Наступление на Крутицы организовали посолиднее, чем на Петушки. Подтянули свежую дивизию из Сибири, все в валенках и полушубках, а не в ботинках с обмотками и шинелишках, как в стрелковых бригадах. Поддерживали наступление стрелков танкисты из бригады Катукова. Артподоготовка началась ранним утром. Снарядов не хватало и их лимит был крайне ограничен. Орудия у нас были старые, изношенные, и попытки попасть из них в ДЗОТы ни к чему не привели…Очередная атака не удалась. Два танка из четырёх немцы сожгли, а два других вернулись помятые и изуродованные на исходные позиции. И снова я смотрю в двадцатикратную стереотрубу, и вижу лица немцев, что безнаказанно строчат по Руси из пулемёта. Рассеивание наших снарядов такое, что попадание в ДЗОТ или в блиндаж — редкость, то перелёт, то недолёт, а снарядов дают минимум. И то радость, когда напуганные артогнём немцы закрывают амбразуру, и наша пехота не несёт потери».— http://iremember.ru/artilleristi/bogopolskiy-mikhail-petrovich/stranitsa-3.html
С февраля 1942 года полк дислоцируется в деревне Спас-Вилки . С 4 августа 1942 года участвует в Погорело-Городищенской операции, обеспечивая наступление войск армии на Сычёвку. В частности, поддерживал наступление 82-й стрелковой дивизии. Когда войска достигли рубежа Яузы, полк был выдвинут на этот рубеж, и развернувшись, участвует в течение августа 1942 года в боях за крупный опорный пункт противника Карманово (взят 23 августа 1942 года).
В ноябре 1942 года передан в 29-ю армию, в феврале 1943 года возвращён обратно. На тот момент находился на подступах к Зубцову. В апреле 1943 года передан в 16-ю армию (с 1 мая 1943 года 11-ю гвардейскую армию), в составе которой и действовал до переформирования в 1944 году.
С августа 1943 года принимает участие в Орловской наступательной операции. Поздней осенью и зимой 1943 года принимает участие в Городокской операции.
В апреле 1944 года полк был отведён в тыл и в мае 1944 года обращён на формирование 149-й пушечной артиллерийской бригады.

## Подчинение
| Дата            | Фронт (округ)            | Армия                  | Корпус | Дивизия | Примечания |
| --------------- | ------------------------ | ---------------------- | ------ | ------- | ---------- |
| 10.07.1941 года | Западный фронт           | -                      | -      | -       | -          |
| 01.08.1941 года | Западный фронт           | 28-я армия             | -      | -       | -          |
| 01.09.1941 года | Московский военный округ | -                      | -      | -       | -          |
| 01.10.1941 года | Резерв Ставки ВГК        | -                      | -      | -       | -          |
| 01.11.1941 года | Западный фронт           | 5-я армия              | -      | -       | -          |
| 01.12.1941 года | Западный фронт           | 5-я армия              | -      | -       | -          |
| 01.01.1942 года | Западный фронт           | 5-я армия              | -      | -       | -          |
| 01.02.1942 года | Западный фронт           | 20-я армия             | -      | -       | -          |
| 01.03.1942 года | Западный фронт           | 20-я армия             | -      | -       | -          |
| 01.04.1942 года | Западный фронт           | 20-я армия             | -      | -       | -          |
| 01.05.1942 года | Западный фронт           | 20-я армия             | -      | -       | -          |
| 01.06.1942 года | Западный фронт           | 20-я армия             | -      | -       | -          |
| 01.07.1942 года | Западный фронт           | 20-я армия             | -      | -       | -          |
| 01.08.1942 года | Западный фронт           | 20-я армия             | -      | -       | -          |
| 01.09.1942 года | Западный фронт           | 20-я армия             | -      | -       | -          |
| 01.10.1942 года | Западный фронт           | 20-я армия             | -      | -       | -          |
| 01.11.1942 года | Западный фронт           | 20-я армия             | -      | -       | -          |
| 01.12.1942 года | Западный фронт           | 29-я армия             | -      | -       | -          |
| 01.01.1943 года | Западный фронт           | 29-я армия             | -      | -       | -          |
| 01.02.1943 года | Западный фронт           | 29-я армия             | -      | -       | -          |
| 01.03.1943 года | Западный фронт           | 20-я армия             | -      | -       | -          |
| 01.04.1943 года | Западный фронт           | 5-я армия              | -      | -       | -          |
| 01.05.1943 года | Западный фронт           | 5-я армия              | -      | -       | -          |
| 01.06.1943 года | Западный фронт           | 11-я гвардейская армия | -      | -       | -          |
| 01.07.1943 года | Западный фронт           | 11-я гвардейская армия | -      | -       | -          |
| 01.08.1943 года | Брянский фронт           | 11-я гвардейская армия | -      | -       | -          |
| 01.09.1943 года | Брянский фронт           | 11-я гвардейская армия | -      | -       | -          |
| 01.10.1943 года | Брянский фронт           | 11-я гвардейская армия | -      | -       | -          |
| 01.11.1943 года | 2-й Прибалтийский фронт  | 11-я гвардейская армия | -      | -       | -          |
| 01.12.1943 года | 1-й Прибалтийский фронт  | 11-я гвардейская армия | -      | -       | -          |
| 01.01.1944 года | 1-й Прибалтийский фронт  | 11-я гвардейская армия | -      | -       | -          |
| 01.02.1944 года | 1-й Прибалтийский фронт  | 11-я гвардейская армия | -      | -       | -          |
| 01.03.1944 года | 1-й Прибалтийский фронт  | 11-я гвардейская армия | -      | -       | -          |
| 01.04.1944 года | 1-й Прибалтийский фронт  | 11-я гвардейская армия | -      | -       | -          |
| 01.05.1944 года | Резерв Ставки ВГК        | 11-я гвардейская армия | -      | -       | -          |

## Командиры
- полковник Бармотин С. А.;
- полковник Розов Сергей Васильевич

## Память
- Мемориальная доска на повороте с Варшавского шоссе к оздоровительному лагерю «Горки»
- Школьный музей полка в лицее № 4 г. Коломны

### Заметки
1. ↑  Полк в разное время мог называться 537-й гаубичный артиллерийский полк, 537-й гаубичный артиллерийский полк большой мощности, 537-й корпусной артиллерийский полк, 537-й армейский артиллерийский полк.